# Вшетати (Мјелњик)
Вшетати (чеш. Všetaty) је насељено мјесто са административним статусом варошице (чеш. městys) у округу Мјелњик, у Средњочешком крају, Чешка Република.

## Становништво
Према подацима о броју становника из 2014. године насеље је имало 2.223 становника.